# Mne skutjno, bes
Mne skutjno, bes (russisk: Мне скучно, бес) er en russisk spillefilm fra 1993 af Jurij Borisov.

## Medvirkende
- Oleg Borisov
- Jurij Posokhov som Faust
- Andrej Kharitonov
- Viktorija Galdikas som Margarita
- Olga Volkova as Witch